# La Conner
La Conner és una població dels Estats Units a l'estat de Washington. Segons el cens del 2000 tenia 761 habitants.

## Demografia
Segons el cens del 2000, La Conner tenia 761 habitants, 372 habitatges, i 196 famílies. La densitat de població era de 667,8 habitants per km².
Dels 372 habitatges en un 21,8% hi vivien nens de menys de 18 anys, en un 43,8% hi vivien parelles casades, en un 6,7% dones solteres, i en un 47,3% no eren unitats familiars. En el 41,7% dels habitatges hi vivien persones soles el 22% de les quals corresponia a persones de 65 anys o més que vivien soles. El nombre mitjà de persones vivint en cada habitatge era de 2,05 i el nombre mitjà de persones que vivien en cada família era de 2,79.
Per edats la població es repartia de la següent manera: un 20,1% tenia menys de 18 anys, un 6,2% entre 18 i 24, un 22,9% entre 25 i 44, un 29,4% de 45 a 60 i un 21,4% 65 anys o més.
L'edat mediana era de 46 anys. Per cada 100 dones de 18 o més anys hi havia 81 homes.
La renda mediana per habitatge era de 42.344 $ i la renda mediana per família de 52.083 $. Els homes tenien una renda mediana de 40.074 $ mentre que les dones 26.875 $. La renda per capita de la població era de 24.308 $. Aproximadament el 8,8% de les famílies i l'11,8% de la població estaven per davall del llindar de pobresa.

## Poblacions més properes
El següent diagrama mostra les poblacions més properes.